# Ampelisca scabripes
Ampelisca scabripes är en kräftdjursart. Ampelisca scabripes ingår i släktet Ampelisca och familjen Ampeliscidae. Inga underarter finns listade i Catalogue of Life.